# Flesh (1968)
Flesh (auch: Andy Warhol’s Flesh) ist ein Film aus dem Jahr 1968. Produziert wurde er von Andy Warhol, für Regie und Drehbuch war Paul Morrissey verantwortlich, der, wie Hauptdarsteller Joe Dallesandro, regelmäßig in Produktionen von Warhol mitwirkte. Der Film markiert das Debüt der Schauspieler Patti D’Arbanville, Jackie Curtis und Candy Darling.

## Handlung
Der Strichjunge Joe wird von seiner Frau Geri mit einer Kissenschlacht geweckt. Nachdem die beiden etwas herumgealbert haben, eröffnet ihm seine Frau, dass sie 200 $ für die Abtreibung einer Freundin benötigt und er das Geld am besten heute ranschaffen soll. Nachdem Joe seinen Sohn mit einem Muffin gefüttert und etwas mit ihm gespielt hat, während seine Frau die Wäsche macht, geht er raus zur 42. und bemüht sich um Freier. Bei seinem ersten Kunden muss er sich nach dem Akt herausschleichen und geht wieder auf die Straße. Ein älterer Herr gibt ihm 100 $, damit er für ihn Modell steht. Der Künstler hält einen langen Monolog über die Verehrung des Körpers, fotografiert ihn in typischen Posen griechischer Statuen und lässt ihn unter anderem den Diskobolos nachstellen. Danach zeichnet er Nacktbilder von Joe.
Zurück in einem Park gibt er einem Nachwuchsstricher ein paar Tipps und zieht dann weiter zu einer Gruppe von Transvestiten. Während die Striptease-Tänzerin Terry sich mit ihm oral vergnügt, lesen die beiden Anderen Mode- und Klatschzeitschriften. Danach albern sie zu viert herum, bis Joe zu seinem nächsten Freier geht. Der Veteran aus dem Koreakrieg steht mehr aufs Erzählen, da er wegen seiner Kriegsverletzungen keine Erektion mehr bekommen kann. Er liest Joe aus einem Sexheftchen vor und bittet ihn Posen einzunehmen. Joe kann ihm schließlich etwas Geld abschwatzen und macht sich auf den Nachhauseweg.
Seine Frau schmust derweil mit der Freundin, die nun doch keine Abtreibung mehr möchte. Die drei reden noch ein wenig, dann schlafen sie ein.

## Hintergrund
Flesh lebt durch seine scheinbar laienhafte Machart und unterscheidet sich dadurch von herkömmlichen Hollywood-Produktionen. So ist das Original-Filmmaterial voller Ton- und Bildsprünge, teilweise ist das Bild verwackelt oder endet abrupt. Gedreht wurde er an Originalschauplätzen in New York City. Der Film ist der erste Teil der Underground-Trilogie von Andy Warhols The Factory. Es folgten Trash (1970) und Heat (1972). Bei allen drei Filmen führte Paul Morrissey Regie und die Hauptrolle war jeweils mit Joe Dallesandro besetzt.
Der Film konkurrierte mit dem gleichzeitig gedrehten Asphalt-Cowboy, an dem Warhols Factory mitwirken sollte, aber schlussendlich nur eine kleine Rolle in John Schlesingers Film spielte. Der Plan war nun, einen authentischeren Film mit ähnlicher Thematik vor dem Konkurrenzprodukt herauszubringen. Morrissey übernahm die Regie, da Andy Warhol noch unter den Folgen des Attentats durch Valerie Solanas litt. Die Dreharbeiten fanden im August/September 1968 statt und kosteten etwa 1.500 $; Warhol war nie anwesend. Die Premiere fand im Garrick Theatre in New York statt, wo das Werk sieben Monate lang aufgeführt wurde und schon in den ersten Wochen zwischen 10.000 und 12.000 $ einspielte.
Am 15. Januar 1970 lief der Film im Londoner Kino The Open Space. Drei Minuten vor Schluss durchsuchte die Polizei die Räumlichkeiten und beschlagnahmte ihn. Scotland Yard stellte die Ermittlungen jedoch ein und gab ihn wieder frei, doch unterstand Flesh weiterhin der Filmzensur. Morrissey versuchte, mit dem British Board of Film Classification zu verhandeln, was schließlich zur Freigabe führte. Die University of Edinburgh weigerte sich im Zuge der Kontroverse, den Film zu zeigen, was zu Studentenprotesten führte. Im Zuge dessen erhielten britische Staatsbürger in einem New Yorker Kino in der 55th Street freien Eintritt für Flesh. Später wurde bekannt, dass der britische Verleih unter Jimmy Vaughan Teile der Kontroverse inszeniert hatte, um so mehr Aufmerksamkeit zu bekommen.
In Deutschland übernahm Constantin Film den Verleih und brachte den Film 1970 in die Kinos.

## Kritiken
„Der erste Undergroundfilm der Andy-Warhol-Factory, der in einen kommerziellen europäischen Verleih gelangte; die konsequente und provokative Übertragung amerikanischer Familienfilmklischees auf die anarchistischen Lebensverhältnisse der Subkultur. Ein radikales und bewußt provozierendes filmisches Pamphlet gegen sexuelle Tabus jeder Art, das scheinbare formale Mängel als Stilmittel einsetzt.“

„Das […] filmische Tagebuch eines Strichjungen. Zwar nicht das von den Gazetten suggerierte Filmereignis, doch kunstmethodologisch interessant wegen seiner neuen Inhalts- und Formenimpulse. Dem Streben nach real-wahrhafter und spontaner Darstellung steht die völlige Aufgabe des Traditionell-Normativen gegenüber – und die Erkenntnis des aufmerksamen Betrachters, daß ‚Flesh‘ nur eine Facette dessen ist, was Leben wirklich bedeutet. Für Erwachsene.“

## Auszeichnungen
Die DVD wurde 2003 beim Filmfestival von Cannes mit dem DVD Heritage Award ausgezeichnet, der besondere DVD-Veröffentlichungen älterer Filme würdigt.